# 笑福亭鶴蔵
笑福亭 鶴蔵（しょうふくてい つるぞう、生没年不詳・明治中期頃の生まれ - 昭和20年代後期没）は、上方噺家。本名は神谷 乙也。
最初は1912年の16歳のころに4代目笑福亭松鶴の門で鶴吉を名乗った。後に鶴蔵と改めた。
最初は落語を演じていたが後に上方落語が凋落の一途をたどる中、新派の俳優に転じた、しばらくして寄席に復帰し橘ノ一圓と組んで軽口に転じた。27歳のころに上京した。寄席に出る傍ら舞台の脚本を書いたり、演出の勉強などをした。1929年ころ大阪に戻り落語芝居に民謡を加えた和風ミュージカルのようなことも始めた。女優も加えた喜劇民謡座の座長に納まった。戦争末期に廃座し、吉本で文芸部員を務めた。戦後は5代目笑福亭松鶴の「楽語荘」の書記のようなことをしていた。1950年ごろは健在だったがその後は不明。
得意ネタは「阿弥陀池」「浮世床」などを得意した。
筆が達者で5代目笑福亭松鶴の『噺家転鬼簿』に最後部にこの鶴蔵の筆がある。他にも5代目松鶴の思い出を綴った『噺家五十年』も、鶴蔵の口述を筆記した物である。